# Palais des Victoires
Il Palais des Victoires è una struttura sportiva polivalente situata a Cannes.

## Caratteristiche
Il Palais des Victoires è un palazzetto sportivo ultra moderno capace di 4 000 spettatori. Dispone di un parcheggio sotterraneo e di uno allo scoperto per un numero complessivi di 300 posti auto.
Progettato dall'architetto Roberto Ferreira, è stato costruito con materiali molto pregiati. La scelta dell'acciaio Corten per le strutture ed il rivestimento esterno non è stata avventata. La qualità di questo tipo di acciaio risiede nella patina che si forma nel tempo, oscillante fra il rosso, l'arancione ed il marrone.

## Club utilizzatori
Lo stadio viene utilizzato dalle squadre del RC Cannes e del AS Cannes Volley-Ball.

## Manifestazioni
Il palazzetto ha ospitato la Final Four di CEV Champions League 2009-2010 (femminile), che ha visto trionfare in finale la Foppapedretti Bergamo contro il Fenerbahçe Spor Kulübü con il risultato di 3-2